# U-362
Unterseeboot 362 foi um submarino alemão do Tipo VIIC, pertencente a Kriegsmarine que atuou durante a Segunda Guerra Mundial.

## Comandantes
| Comandante         | Data                                           |
| ------------------ | ---------------------------------------------- |
| Oblt. Ludwig Franz | 4 de fevereiro de 1943 - 5 de setembro de 1944 |

## Subordinação
Durante o seu tempo de serviço, esteve subordinado às seguintes flotilhas:
| Período                                          | Flotilha                                   |
| ------------------------------------------------ | ------------------------------------------ |
| 4 de fevereiro de 1943 - 29 de fevereiro de 1944 | 8. Unterseebootsflottille (treinamento)    |
| 1 de março de 1944 - 5 de setembro de 1944       | 13. Unterseebootsflottille (serviço ativo) |

## Operações conjuntas de ataque
O U-362 participou das seguinte operações de ataque combinado durante a sua carreira:
- Rudeltaktik Werwolf (23 de fevereiro de 1944 - 27 de fevereiro de 1944)
- Rudeltaktik Donner (11 de abril de 1944 - 12 de abril de 1944)
- Rudeltaktik Trutz (16 de maio de 1944 - 31 de maio de 1944)
- Rudeltaktik Grimm (31 de maio de 1944 - 6 de junho de 1944)
- Rudeltaktik Greif (3 de agosto de 1944 - 5 de setembro de 1944)